# Brassica aucheri
Brassica aucheri är en korsblommig växtart som beskrevs av Pierre Edmond Boissier. Brassica aucheri ingår i släktet kålsläktet, och familjen korsblommiga växter. Inga underarter finns listade i Catalogue of Life.